# Balajt
Balajt is een plaats (község) en gemeente in het Hongaarse comitaat Borsod-Abaúj-Zemplén. Balajt telt 441 inwoners (2001).